# Gus Schumacher
Gus Schumacher (* 25. Juli 2000 in Madison, Wisconsin) ist ein US-amerikanischer Skilangläufer.

## Werdegang
Schumacher startete im Januar 2016 in Houghton erstmals bei der US Super Tour und errang dabei den 89. Platz im Sprint und den 43. Rang über 15 km klassisch. Bei den Nordischen Junioren-Skiweltmeisterschaften 2018 in Goms holte er die Silbermedaille mit der Staffel. Zudem lief er dort auf den 19. Platz im Sprint, auf den 17. Rang über 10 km klassisch und auf den 15. Platz im Skiathlon. Im folgenden Jahr gewann er bei den Nordischen Junioren-Skiweltmeisterschaften 2019 in Lahti die Goldmedaille mit der Staffel und kam dort zudem auf den 16. Platz im Sprint, auf den sechsten Rang über 10 km Freistil und auf den vierten Platz im 30-km-Massenstartrennen. Sein Debüt im Weltcup hatte er im März 2019 beim Weltcupfinale in Quebec, das er auf dem 52. Platz beendete. Im selben Monat erreichte er in Presque Isle mit dem dritten Platz im 15-km-Massenstartrennen seine erste Podestplatzierung bei der US Super Tour. In der Saison 2019/20 gewann er mit drei ersten und zwei zweiten Plätzen die Gesamtwertung der US Super Tour. Zugleich wurde er beim ersten Sieg in Houghton US-amerikanischer Meister im Sprint. Bei den Nordischen Junioren-Skiweltmeisterschaften 2020 in Oberwiesenthal holte er mit der Staffel und über 10 km klassisch jeweils die Goldmedaille. Zudem wurde er dort Siebter im Sprint und Fünfter im 30-km-Massenstartrennen. Zu Beginn der Saison 2020/21 nahm er am Ruka Triple teil und holte mit dem 24. Platz bei der Abschlussetappe seine ersten Weltcuppunkte. Das Ruka Triple beendete er auf dem 32. Platz. Es folgten weitere Platzierungen in den Punkteränge, darunter bei der Tour de Ski 2021, die er auf dem 18. Platz beendete, mit dem achten Platz im 15-km-Massenstartrennen im Val Fiemme seine erste Top-Zehn-Platzierung. Im Februar 2021 belegte er bei den U23-Weltmeisterschaften in Vuokatti den 41. Platz im Sprint, den neunten Rang über 15 km Freistil und den fünften Platz mit der Staffel. Beim Saisonhöhepunkt, den Nordischen Skiweltmeisterschaften 2021 in Oberstdorf, lief er auf den 51. Platz über 15 km Freistil, auf den 29. Rang im 50-km-Massenstartrennen und auf den achten Platz mit der Staffel. Zum Saisonende errang er im Engadin den 48. Platz im 15-km-Massenstartrennen und den 20. Platz in der Verfolgung und erreichte abschließend den 30. Platz im Gesamtweltcup und den 25. Rang im Distanzweltcup.
In der Saison 2021/22 belegte Schumacher bei den Olympischen Winterspielen 2022 in Peking den 48. Platz über 15 km klassisch, den 39. Rang im Skiathlon sowie den neunten Platz mit der Staffel und bei den U23-Weltmeisterschaften 2022 in Lygna den 19. Platz im Sprint sowie den 12. Rang mit der Mixed-Staffel.

## Erfolge

### Weltcupsiege im Einzel
| Nr. | Datum            | Ort         | Disziplin                      |
| --- | ---------------- | ----------- | ------------------------------ |
| 1.  | 18. Februar 2024 | Minneapolis | 10 km Freistil Individualstart |

### Siege bei Continental-Cup-Rennen
| Nr. | Datum            | Ort         | Disziplin                    | Serie         |
| --- | ---------------- | ----------- | ---------------------------- | ------------- |
| 1.  | 2. Januar 2020   | Houghton    | Sprint Freistil 1            | US Super Tour |
| 2.  | 16. Februar 2020 | Minneapolis | Sprint Freistil              | US Super Tour |
| 3.  | 19. Februar 2020 | Hayward     | Sprint klassisch             | US Super Tour |
| 4.  | 24. Februar 2024 | Hayward     | 50 km Freistil Massenstart 2 | US Super Tour |

## Teilnahmen an Weltmeisterschaften und Olympischen Winterspielen

### Olympische Spiele
- 2022 Peking: 9. Platz Staffel, 39. Platz 30 km Skiathlon, 48. Platz 15 km klassisch

### Nordische Skiweltmeisterschaften
- 2021 Oberstdorf: 9. Platz Staffel, 14. Platz Teamsprint klassisch, 29. Platz 50 km klassisch Massenstart, 51. Platz 15 km Freistil
- 2023 Planica: 7. Platz Staffel, 19. Platz 15 km Freistil, 28. Platz 50 km klassisch Massenstart, 38. Platz 30 km Skiathlon
- 2025 Trondheim: 6. Platz Teamsprint klassisch, 9. Platz 30 km Skiathlon, 13. Platz 10 km klassisch, 26. Platz 50 km Freistil Massenstart, 27. Platz Sprint Freistil

## Platzierungen im Weltcup

### Weltcup-Statistik
Die Tabelle zeigt die erreichten Platzierungen im Einzelnen.
- 1.–3. Platz: Anzahl der Podiumsplatzierungen
- Top 10: Anzahl der Platzierungen unter den ersten zehn
- Punkteränge: Anzahl der Platzierungen innerhalb der Punkteränge
- Starts: Anzahl gelaufener Rennen in der jeweiligen Disziplin
- Hinweis: Bei den Distanzrennen erfolgt die Einordnung gemäß FIS.

| Platzierung               | Distanzrennen a | Distanzrennen a | Distanzrennen a | Distanzrennen a | Distanzrennen a | Skiathlon Verfolgung | Sprint | Etappen- rennen b | Gesamt | Team   | Team    |
| Platzierung               | ≤ 5 km          | ≤ 10 km         | ≤ 15 km         | ≤ 30 km         | > 30 km         | Skiathlon Verfolgung | Sprint | Etappen- rennen b | Gesamt | Sprint | Staffel |
| ------------------------- | --------------- | --------------- | --------------- | --------------- | --------------- | -------------------- | ------ | ----------------- | ------ | ------ | ------- |
| 1. Platz                  |                 | 1               |                 |                 |                 |                      |        |                   | 1      |        |         |
| 2. Platz                  |                 |                 |                 | 1               |                 |                      |        |                   | 1      |        |         |
| 3. Platz                  |                 |                 |                 |                 |                 |                      |        |                   |        |        |         |
| Top 10                    |                 | 2               | 3               | 3               | 1               | 2                    | 2      |                   | 13     | 2      | 3       |
| Punkteränge               |                 | 17              | 8               | 13              | 3               | 10                   | 19     | 1                 | 71     | 3      | 4       |
| Starts                    |                 | 18              | 18              | 14              | 3               | 14                   | 30     | 4                 | 101    | 3      | 5       |
| Stand: Saisonende 2024/25 |                 |                 |                 |                 |                 |                      |        |                   |        |        |         |

### Weltcup-Gesamtplatzierungen
| Saison  | Gesamt | Gesamt | Distanz | Distanz | Sprint | Sprint |
| Saison  | Punkte | Platz  | Punkte  | Platz   | Punkte | Platz  |
| ------- | ------ | ------ | ------- | ------- | ------ | ------ |
| 2020/21 | 213    | 30.    | 148     | 25.     | 13     | 65.    |
| 2021/22 | 39     | 79.    | 39      | 45.     | –      | –      |
| 2022/23 | 269    | 62.    | 221     | 43.     | –      | –      |
| 2023/24 | 964    | 15.    | 631     | 16.     | 333    | 27.    |
| 2024/25 | 965    | 14.    | 745     | 14.     | 220    | 30.    |